# Charlotte Lehmann
Charlotte Lehmann   (Dresden, 3 d'octubre de 1906) va ser una nedadora alemanya que va competir duran la dècada de 1920.
El 1928 va prendre part en els Jocs Olímpics d'Amsterdam, on va disputar tres proves del programa de natació. Fou quarta en la prova de 4x100 metres lliures, sisena en els 100 metres lliures i quedà eliminada en sèries en els 400 metres lliures.
El 1925 guanyà el títol nacional dels 100 metres lliures i el 1927 guanyà dues medalles de bronze als Campionats d'Europa de Bolonya, en els 100 i 4x100 metres lliures.